# Maracaná (película)
Maracana, película uruguaya dirigida y guionada por Sebastián Bednarik y Andrés Varela. Fue realizada en 2014.

## Reseña
«Maracana» nos acerca un poco más a la hazaña que realizara la selección de fútbol de Uruguay ganándole a la selección de fútbol de Brasil en la Copa Mundial de Fútbol de 1950. Basada en la novela: "Maracaná. La historia secreta" de Atilio Garrido. Es año de elecciones presidenciales y todos los candidatos buscan asociarse al éxito deportivo para fortalecer su campaña. El golero Moacir Barbosa sale al campo de juego como uno de los candidatos a edil más populares de las próximas elecciones y, como el resto del seleccionado brasilero, lleva debajo de su indumentaria una casaca que reza Brasil Campeón.
En el otro vestuario el capitán uruguayo Obdulio Varela se prepara para guiar a su selección hacia un enfrentamiento que quedaría por siempre en la memoria del fútbol. Unos meses antes, él mismo encabezó la huelga general de jugadores, esta etapa sería germinal de un grupo humano que encontraría en la figura de su capitán un líder capaz de unificar al equipo y conducirlo a la victoria. Entre ellos se encuentra el joven debutante Alcides Ghiggia quien 78 minutos más tarde protagonizaría la tragedia y la hazaña más grande que el fútbol puede contar.
Maracaná es una metáfora sobre la manipulación de los pueblos a través del deporte y la voluntad de los individuos intentando dignificarse más allá de las fuerzas externas que lo doblegan. 
La película fue estrenada en el Estadio Centenario ante una audiencia de diez mil personas, y del estreno participó el jugador de 1930 Alcides Ghiggia.

## Premios y festivales
- 2012, ICAU mejor producción documental.
- 2012, IBERMEDIA premio para desarrollo.
- 2012, Latin Side of the Doc,  proyecto seleccionado.
- 2012, IDFA FUND, proyecto preseleccionado.
- 2013, IBERMEDIA fondo para coproducción.
- 2013, RíO MARKET Festival de Río, proyecto seleccionado.